# Salomonotettix hygrophilus
Salomonotettix hygrophilus är en insektsart som beskrevs av Ichikawa 1994. Salomonotettix hygrophilus ingår i släktet Salomonotettix och familjen torngräshoppor. Inga underarter finns listade i Catalogue of Life.